# Villásfarkú toditirannusz
A villásfarkú toditirannusz (Idioptilon furcatus) a madarak osztályának a verébalakúak (Passeriformes) rendjébe és  a királygébicsfélék (Tyrannidae) családjába tartozó faj.
A magyar neve forrással nincs megerősítve.

## Rendszerezés
Besorolása vitatott, a  szerzők többsége a Hemitriccus nembe sorolja, mint Hemitriccus furcatus, de szerepelt,  Todirostrum nemben, mint Todirostrum furcatum és a Ceratotriccus nemben Ceratotriccus furcatus néven is.

## Előfordulása
Brazília délkeleti részén, Bahía, Minas Gerais, Rio de Janeiro és São Paulo területén honos. A természetes élőhelye szubtrópusi vagy trópusi síkvidéki esőerdők és nedves cserjések.

## Megjelenése
Testhossza 11 centiméter. Tollazata a fején és torkán barnás, a melle és a hasi részek piszkos fehérek.